# Wermsdorf

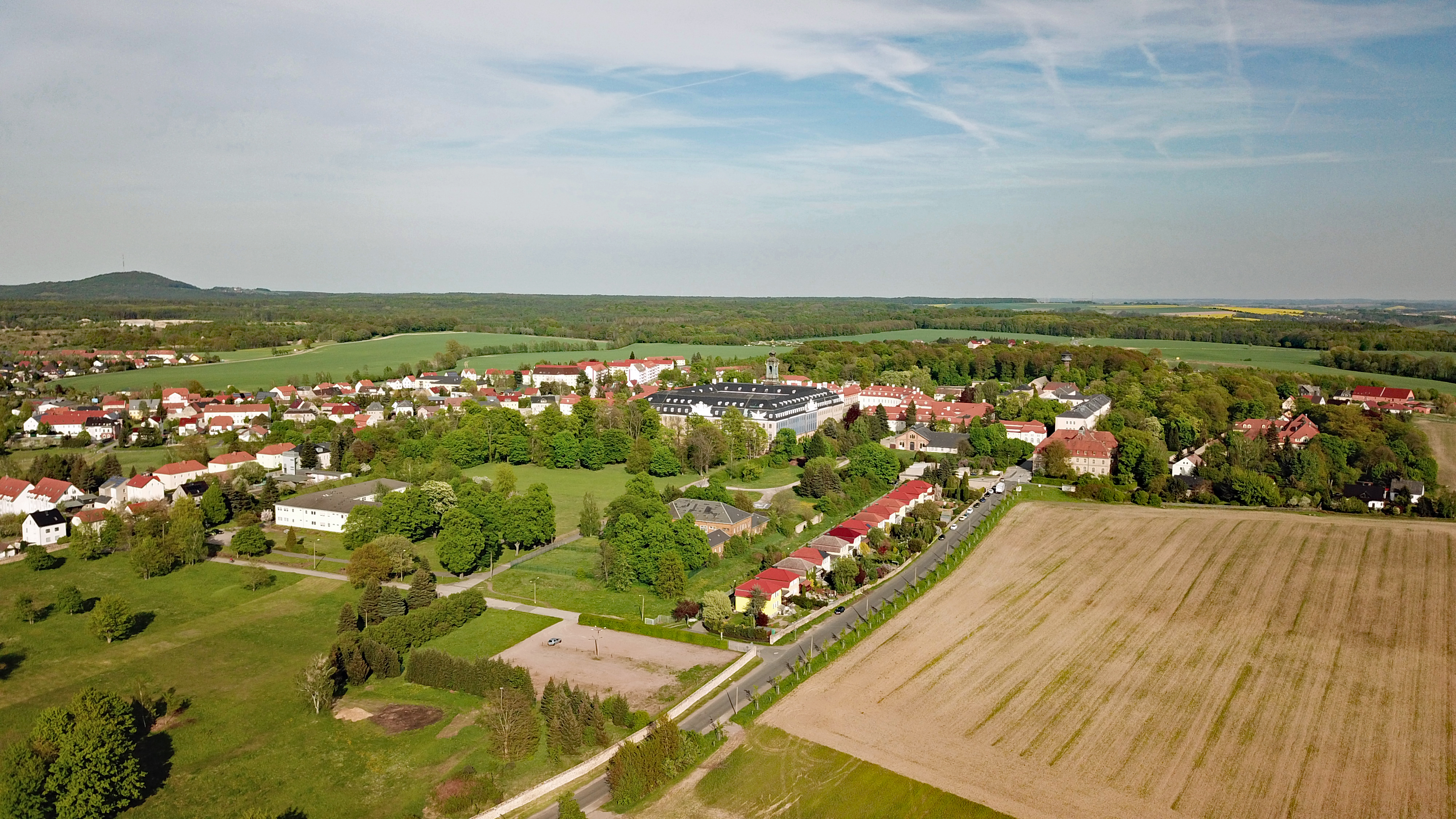
Luftbild von Wermsdorf und Umgebung

Wermsdorf ist ein staatlich anerkannter Erholungsort im Landkreis Nordsachsen am Wermsdorfer Forst.

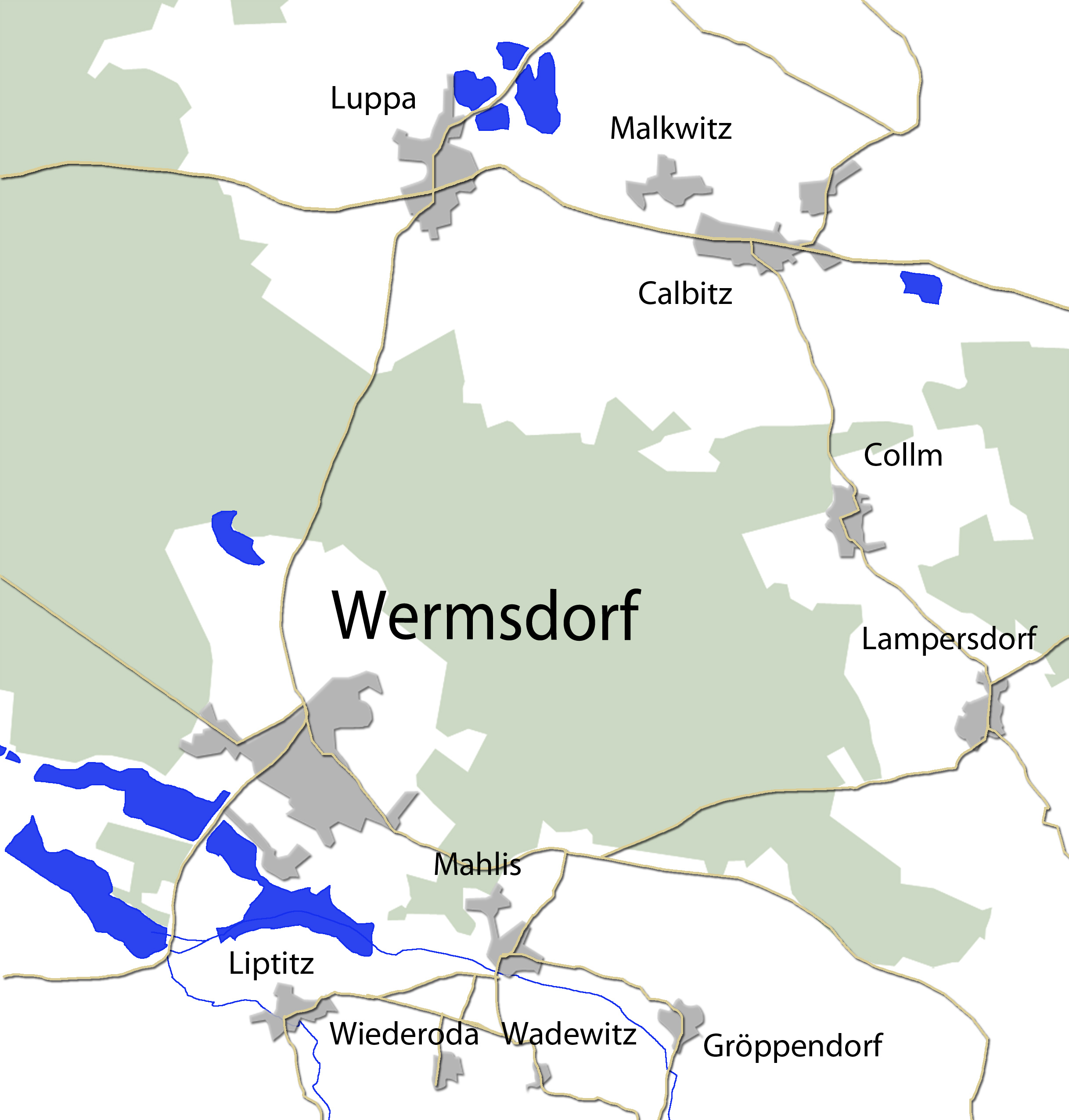
Wermsdorf und seine Ortsteile 2011

## Überblick

### Gemeindegliederung
Zur Gemeinde Wermsdorf gehören die Orte
- Calbitz
- Collm
- Gröppendorf
- Lampersdorf
- Luppa
- Liptitz
- Mahlis
- Malkwitz
- Wadewitz
- Wiederoda

### Eingemeindungen
Reckwitz wurde am 1. Juli 1950 eingemeindet. Mahlis ist zusammen mit dem am 20. Juni 1957 eingemeindeten Wadewitz und dem am 1. Juli 1973 eingemeindeten Gröppendorf seit dem 1. März 1994 ein Ortsteil von Wermsdorf. Schließlich kam am 1. Januar 1999 Luppa mit den am 1. Januar 1974 eingegliederten Ortschaften Calbitz und Malkwitz hinzu. Liptitz wurde am 1. April, Collm am 1. Oktober 1995 ein Ortsteil von Wermsdorf.

### Nachbargemeinden
| Wurzen (Sachsendorf) | Dahlen                                      | Cavertitz      |
| Grimma / Nerchau     | Kompassrose, die auf Nachbargemeinden zeigt | Oschatz        |
| Grimma / Mutzschen   | Ablaß                                       | Sornzig Mügeln |

Die drei Nachbarorte und -gemeinden im Westen gehören zum Landkreis Leipzig.

## Geschichte

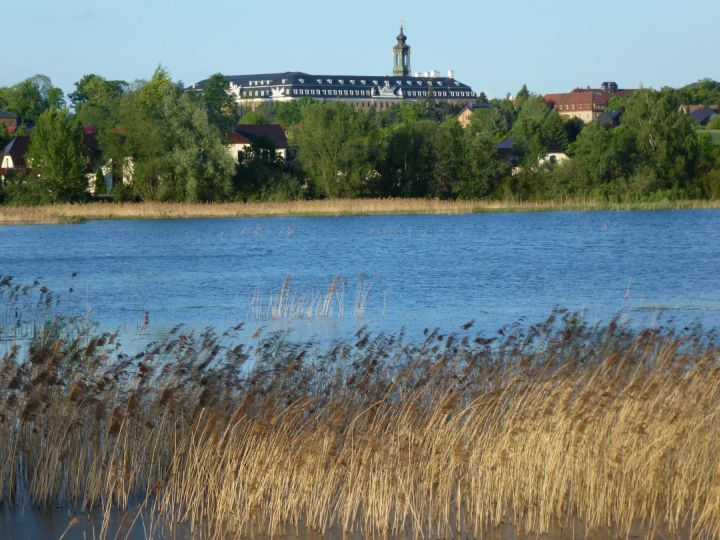
Wermsdorf mit Horstsee

Wermsdorf war eine deutsche Gründung, als die hochmittelalterliche Ostsiedlung bereits abgeschlossen war. Die nahen Burgen Mutzschen und Nennewitz waren leicht erreichbar. Über die Gründung des 638 ha großen Waldhufendorfs als Herrensitz des 1206 erwähnten Henricus de Weenboldisdorf ist nichts bekannt. Es liegt die Vermutung nahe, dass hier entgegen der in der nahen Umgebung sehr zahlreichen slawischen Bodenfunde und Ortsnamen, die bei der Besiedlung durch die Belehnungsurkunden bis heute überliefert sind, im Ort selbst keine wendische Siedlung bestanden hat.
Urkundliche Erwähnungen sind
- 1241 mit Burchardus de Werenboldestorp
- 1282 mit Wermoldesdorf
- 1403 mit Wermelsdorf
- 1440 mit Wermesdorff[5]

1350 wurde der Ort das erste Mal als oppidum bezeichnet. Mit den Verwüstungen durch die Hussiteneinfälle und ringsum grassierenden Pestepidemien entwickelte sich auch das vorher unbedeutende Wermsdorf.

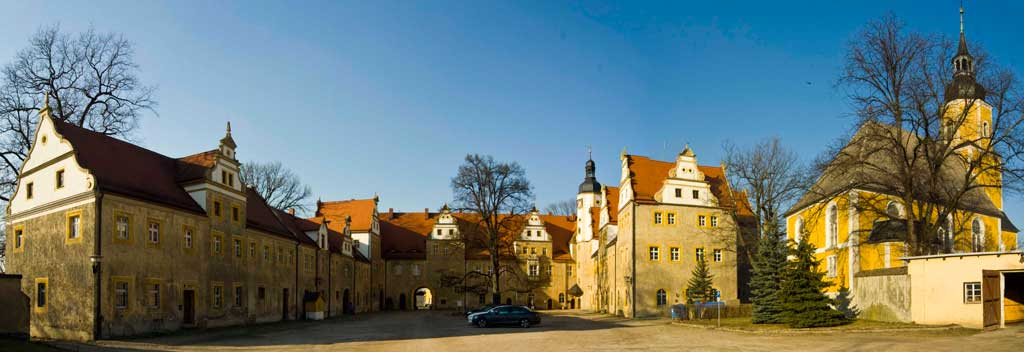
Jagdschloss Wermsdorf und ev.-luth. Kirche

1445 erwarb Heinrich von Starschedel die Burg Mutzschen und Wermsdorf. Die von Starschedel ließen die umliegenden Teiche und ein Renaissanceschloss den Vorgänger des heutigen Alten Jagdschlosses errichten. 1500 wird Wermsdorf Pfarrkirche. 1565 erwarb Kurfürst August die Starschedelschen Güter und damit Wermsdorf, 1577 kaufte er auch die Teiche. Ab 1590 gehörte Wermsdorf zum Amt Mutzschen.
Der Dreißigjährige Krieg und Pestepidemien löschten Wermsdorf fast völlig aus. Nach Mutzschens großem Stadtbrand 1681 musste das Mutzschener Amt nach Wermsdorf verlegt werden. Mit dem Bau des Alten Jagdschlosses durch Kurfürst Friedrich August I. („August der Starke“) und später seinen Sohn Friedrich August II. begann in Wermsdorf eine neue Zeit. 1698 richtete Fürst Egon von Fürstenberg für August den Starken im Wermsdorfer Forst eine Parforcejagd ein. Nach dem Tode Fürstenbergs kaufte der Kurfürst die gesamte Jagdausrüstung und begann 1721 den Neubau eines großen Jagdpalais, der heutigen Hubertusburg.
Die Geschichte der Hubertusburg prägte ab da die Geschichte der Gemeinde. Mit den Umbauten von 1743 durch seinen Sohn Friedrich August II. wurde Hubertusburg zu einem der größten barocken Jagdschlösser Europas. 1722 wurde in Wermsdorf die sächsische Poststation errichtet. 1756 war die sächsische Glanzzeit vorbei, als der Siebenjährige Krieg begann. 1761 wurde Hubertusburg von den Preußen geplündert, von der Plünderung hat es sich nie wieder erholt. 1763 wurde im Schloss Dahlen der Hubertusburger Frieden unterzeichnet. 1770 wurde in den leeren Räumen eine Fayencemanufaktur errichtet, die 1848 Konkurs anmelden musste. Mit dem Gesetz über die Ablösung und Gemeinheitsteilung vom 17. März 1832 begann auch in Wermsdorf die Ablösung der feudalen Fron, in dessen Folge die Wermsdorfer Bauern wirtschaftlich frei wurden. Da im Königreich Sachsen Geldzahlungen erforderlich waren, zog sich der Prozess bis 1859 hin. 1816 wurde die Poststation aufgehoben und nach Luppa verlegt.
Die Nutzung der Hubertusburg als Heil- und Pflegeanstalt war der Entwicklung der Gemeinde förderlich, so stieg die Einwohnerzahl von 1834 in nur einer Generation um über 60 % an. 1908 wurde das erste Elektrizitätswerk errichtet. Die seit 1888 errichtete Bahn brachte den mit der Poststation verlorengegangenen Anschluss an den Puls der Zeit zurück. Der Erste Weltkrieg brachte Not und Hunger für die Wermsdorfer, 70 Einheimische fielen. Bereits 1934 wurde die Zufahrt zur heutigen A14, der damaligen Reichsautobahn geplant. 1941 wurde in der Hubertusburg die Unteroffizierschule I der Luftwaffe eingerichtet. Wermsdorf blieb das Bombenschicksal der deutschen Städte erspart.
Am 25. April 1945 zogen die Amerikaner in Hubertusburg ein. Am 5. Mai 1945 übernahmen die Sowjets die Macht in Wermsdorf. Die Sowjetsoldaten plünderten und vergewaltigten. Es herrschte Kriegsrecht, die Radioempfänger wurden eingezogen und alle Uhren mussten auf Moskauer Zeit umgestellt werden. Dann kamen 672 Vertriebene und mussten bei knapp 2000 hungrigen Einwohnern menschenwürdig untergebracht werden. 1947 wurden nach dem großen Waldbrand auf der Brandstelle acht Neubauernstellen eingerichtet. Damals begann in Wermsdorf die Zeit der Parteisitzungen und Volkswirtschaftspläne. Es ging um Krisenbewältigung, Überleben und Ideologie.
Am 1. Juli 1950 wurde die bis dahin eigenständige Gemeinde Reckwitz eingegliedert.
1961 begann in Wermsdorf mit dem Ende der Ära Stalins das weitere dreißig Jahre andauernde politische Tauwetter und die Gemeindevertreter mussten sich mit der Aufhebung des Personenkultes in der UdSSR auseinandersetzen. Der dringend benötigte Arbeiterwohnungsbau schuf für den viel zu hohen Wohnbedarf durch die Vertriebenen etwas Erleichterung und leichtere Lebensbedingungen. Doch die Versorgung blieb bis zur Wende mangelhaft, unzureichend und krisenanfällig. Die Teichwirtschaft war durch die Wermsdorfer Abwasser organisch hoch belastet. Das Freibad Horstsee musste aus diesem Grund geschlossen werden.
In einer am 9. Dezember 1981 im Fernsehen der DDR unter dem Titel „Ein Dorf in Sachsen“ ausgestrahlten Sendung porträtierte Karl-Eduard von Schnitzler den Ort.
Am 8. Februar 1986 gründeten Studenten aus Leipzig in Wermsdorf die erste katholische Studentenverbindung der DDR, die seit 1991 dem Cartellverband angehörende Germania Leipzig.
Mit den ersten freien Wahlen nach der Wende im Jahr 1990 wurden die Liberalen in Wermsdorf mit 33 % der Stimmen stärkste Partei und ihr Kandidat Peter Rose erster Bürgermeister der Nachwendezeit. Doch bereits am 31. Dezember 1993 trat Peter Rose aus persönlichen Gründen vom Amt zurück und Walter Haufe musste bis zum 31. Juli 1994 die Amtsgeschäfte führen. Ihm folgte Bernd Dieter Lehmann nach. 2004 wurde Wermsdorf „Staatlich anerkannter Erholungsort“. Bis 2005 wurden neue Wohngebiete erschlossen. Seitdem hat die Gemeinde Wermsdorf die benachbarten ehemaligen Amtssitze Mügeln und Mutzschen eingeholt. Nach dem Zusammenschluss der Gemeinde Sornzig-Ablaß mit der Stadt Mügeln am 1. Januar 2011 wurde auch in Wermsdorf über einen Zusammenschluss mit Mutzschen und Dahlen nachgedacht.

## Politik
- Grüne: 1
- SPD: 3
- WV: 2
- CDU: 6
- AfD: 6

### Gemeinderat
Seit der Gemeinderatswahl am 9. Juni 2024 verteilen sich die 18 Sitze des Gemeinderates folgendermaßen auf die einzelnen Gruppierungen:
- CDU: 6 Sitze
- AfD: 6 Sitze
- SPD: 3 Sitze
- Wählervereinigung Luppa, Calbitz, Malkwitz (WV): 2 Sitze
- Grüne: 1 Sitz

| Liste                                      | 2024   | 2024   | 2019   | 2019   | 2014   | 2014   |
| Liste                                      | Sitze  | in %   | Sitze  | in %   | Sitze  | in %   |
| ------------------------------------------ | ------ | ------ | ------ | ------ | ------ | ------ |
| CDU                                        | 6      | 35,0   | 7      | 35,2   | 9      | 44,7   |
| AfD                                        | 6      | 30,3   | 3      | 19,6   | –      | –      |
| SPD                                        | 3      | 17,2   | 4      | 20,6   | 3      | 17,0   |
| Wählervereinigung Luppa, Calbitz, Malkwitz | 2      | 13,5   | 3      | 19,2   | 3      | 16,4   |
| Grüne                                      | 1      | 4,1    | 1      | 5,4    | –      | 4,5    |
| Linke                                      | –      | –      | –      | –      | 3      | 14,9   |
| FDP                                        | –      | –      | –      | –      | –      | 2,6    |
| Wahlbeteiligung                            | 69,1 % | 69,1 % | 63,7 % | 63,7 % | 51,7 % | 51,7 % |

### Bürgermeister
Seit 2008 ist Matthias Müller Bürgermeister und wurde zuletzt am 12. Juni 2022 mit 81,1 % im Amt bestätigt.
| Wahl | Bürgermeister        | Vorschlag | Wahlergebnis (in %) |
| ---- | -------------------- | --------- | ------------------- |
| 2022 | Matthias Müller      | Müller    | 81,1                |
| 2015 | Matthias Müller      | CDU       | 71,0                |
| 2008 | Matthias Müller      | CDU       | 52,3                |
| 2001 | Bernd-Dieter Lehmann | CDU       | 56,4                |

### Gemeindepartnerschaften
Die Gemeinde Wermsdorf pflegt Partnerschaften mit
- Ljutomer (Slowenien)
- Gronau (Leine)
- Stockach am Bodensee

## Presse
Die Gemeinde veröffentlicht ihre Nachrichten im monatlich erscheinenden Der Collm-Bote. Dieser wird in Herzberg gedruckt und kostenlos an alle erreichbaren Haushalte der Gemeinde verteilt.

## Wirtschaft

### Eskildsen
Jens Eskildsen gründete bereits vor 1959 eine erste Gänsefarm in Gudendorf. Eskildsen züchtete Gänse in Freilandhaltung und führte die Trockenschlachtung ein. Die Geflügelzucht Mutzschen war zur DDR-Wende eine der größten Gössellieferbetriebe Europas und stand vor dem wirtschaftlichen Aus. Die Gösselproduktion war zu DDR-Zeiten der Binnenfischerei Wermsdorf angeschlossen. Dank Lorenz Eskildsen konnte der drohende Untergang aufgehalten werden. Seit 1990 wirbt die erfolgreiche Firma mit ihrem Geschäftsführer Lorenz Eskildsen mit Gänsezucht Wermsdorf, der Sitz der Firma ist aber im benachbarten Mutzschen. Die Firma wurde mit mehreren Qualitätssiegeln ausgezeichnet. Am 6. April 2006 wurde auf dem Hof Fälle von Vogelgrippe des H5 N1-Virus, Typ Rügen, hochpathogen festgestellt und die Entscheidung gefällt, alle 16.000 Nutzvögel zu töten (siehe auch: Verbreitung von H5N1). Die aus Sicht der verantwortlichen Geflügeltierärztin Rosemarie Heiß katastrophale Arbeitsweise der Gesundheitsbehörden, die völlige Verweigerung nach einer umfassenden diagnostischen Aufklärung, der Unterlassung gründlicher pathologischer Untersuchungen, völlig unterlassene Futter-, Wasser- und Einstreuuntersuchungen sind bis heute irritierend. Die Tiere wurden mit Gas, elektrisch und mit Kastrierzangen getötet. Erstmals wurde eine Maschine eingesetzt, aus welcher die Tiere ohne Beine und noch lebend hinten wieder herauskamen. Die Erlebnisse waren derart traumatisch, dass sich die Menschen für ihr Tun entschuldigten. Seit dem Fall Eskildsen wird die von der „Modernen Tierseuchenbekämpfung“ geforderte uneingeschränkte Stallpflicht diskutiert. Da diese nach Meinung der Fachleute ursächlich für die Krankheitsförderung und Immunschwächung von eingestallten Tieren führt und somit eigentlich erst schwach pathogene Viren zu hochpathogenen Viren mutieren lässt. Der Unternehmer Lorenz Eskildsen hat nach der furchtbaren Katastrophe wieder einen Neuanfang mit Gänsen gewagt.

### Deutscher Philatelie Service GmbH

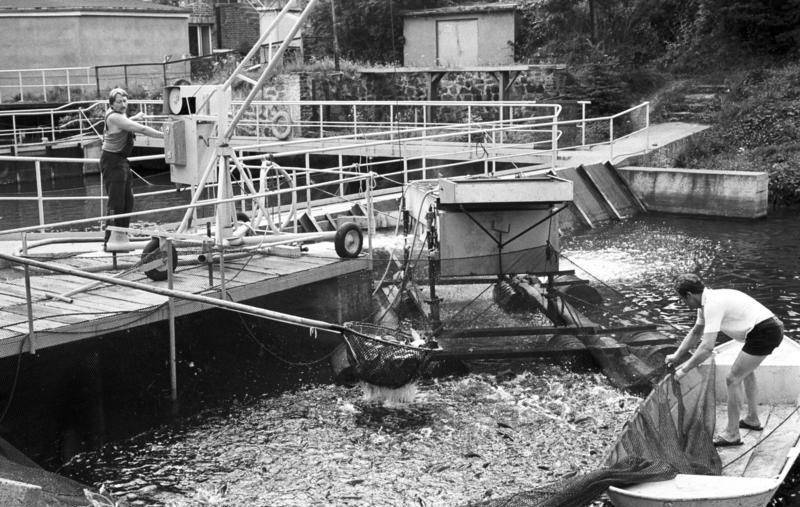
Forellenzucht im Juli 1989

In den wirtschaftlichen Strukturen des DDR-Devisenbeschaffers Alexander Schalck-Golodkowski spielte der Volkseigene Betrieb (VEB) Philatelie Wermsdorf eine wesentliche Rolle. Am 3. Januar 1972 wurde im Gesetzblatt der DDR eine „Anordnung über das Verbot des Handels mit Sammlerbriefmarken, Münzen, sonstige Geldzeichen, Medaillen, Orden, Ehrenzeichen und Dokumenten sowie philatelistischer und numismatischer Fachliteratur faschistischen, antidemokratischen oder antihumanistischen Charakters“ veröffentlicht. Sie ersetzte die Anordnung vom 4. August 1958 „über das Verbot des Handels mit Briefmarken antidemokratischen Inhalts“. Danach durften nur an den VEB Philatelie Wermsdorf Postwertzeichen aus der Zeit von 1933 bis 1945 verkauft werden, da dieser Betrieb solche Marken zur Devisenbeschaffung aufgrund einer Sondergenehmigung ins Ausland veräußern durfte. Hier wurden auch die von aus der DDR Geflüchteten konfiszierten Briefmarkensammlungen, vorrangig seltenere Ausgaben der Post des Dritten Reichs, durch den Leipziger Häftling Jürgen Müller katalogisiert und für einige 100 Millionen „harte Währung“ ins Ausland verkauft. Das Geschäft lief so gut, dass in den 1970er Jahren insgesamt ein bis zwei Milliarden DM mit dem Handel eingenommen wurden. (Vgl. Bewertung von Hitler-Briefmarken in der DDR.) Die nach der Wende neu gegründete GmbH ist seitdem im Briefmarkenhandel mit dem Spezialgebiet DDR tätig.

### Wermsdorfer Fisch GmbH
Die Firma, deren Zentrale in Espenhain sitzt, bewirtschaft rund 800 ha Teiche. Sie ist Mitglied im Sächsischen Landesfischereiverband e. V. mit Sitz in Dresden. In Wermsdorf hat die Verpachtung der Teichwirtschaft Tradition, da die Teiche bereits seit 1787 an private Pächter verpachtet werden. Von 1948 bis 1952 wurde die Teichwirtschaft von der Sächsischen Staatsteichwirtschaft Königswartha bei Bautzen betrieben und von 1953 bis 1990 waren die Anlagen ein Teil des VEB Binnenfischerei Wermsdorf. Diese vergrößerte die Teichfläche durch den Wiederanstau trocken liegender Teiche, den Bau neuer Teiche und Teichrekonstruktionen. Bis zur Wende wurden über 800 t Fisch im Jahr produziert, was einem Hektarertrag von mehr als 2000 kg entsprach. 1992 verpachtete der Freistaat Sachsen die Teichwirtschaft Wermsdorf an den hessischen Fischwirtschaftsmeister Georg Stähler. Dieser stellte die Produktion auf eine naturnahe und artgerechte Erzeugung um. Drei Tage vor Beginn der Karpfensaison im Jahr 2007 hatte Starkregen im nahen Ablaß das interne Abwassersystem der Natursaft Sachsen GmbH zum Überlaufen gebracht. In nur fünf Kilometer Entfernung floss der gärende Apfelmost in die Hälteranlage der Wermsdorfer Fisch GmbH. Der aggressive Most tötete rund 20.000 Karpfen, Hechte, Störe und Forellen. Dieser Unfall löste Forderungen des Umweltamtes des Landkreises Nordsachsen aus, welches die Firma Natursaft Sachsen nicht erfüllen konnte und darauf später im März 2009 nach Ersatzmaßnahmen der Behörde am Amtsgericht Leipzig Insolvenz anmelden musste. Seit dem 23. Dezember 2009 hat sich Georg Stähler als Geschäftsführer der Wermsdorfer Fisch GmbH zurückgezogen. Neue Geschäftsführerin ist seine Tochter Angela Stähler (* 1979). 2011 hat die Firma ihre Zentrale in Espenhain mit einem 600 m² großen Anbau erweitert. Nach eigenen Angaben verarbeitet sie für 1,7 Millionen € Fisch im Jahr. In Jesewitz züchtet die Firma afrikanischen Wels und erzeugt seit 2012 Kaviar. Die Hochwasserschutzmaßnahmen durch die Landestalsperrenverwaltung des Freistaates Sachsen umfassen auch den Döllnitzsee. Durch diese Maßnahmen verlor die Firma 40 Prozent ihrer Produktionsfläche. Die Firma ist maßgeblich an der Durchführung und Organisation des größten Abfischfestes der Region, dem Horstseefischen, beteiligt.

## Verkehr
Wermsdorf liegt als Teil des Landkreises Nordsachsen im Gebiet des Mitteldeutschen Verkehrsverbundes. Im Ortsteil Wermsdorf verkehren zwei PlusBus-Linien sowie drei  weitere Regionalbuslinien, eine weitere verläuft über die Bundesstraße 6 im Norden der Gemeinde. Bedient werden die Linien durch die Omnibus-Verkehrsgesellschaft Heideland und die Regionalbus Leipzig. Nahe der nördlichen Gemeindegrenze, beim Ortsteil Malkwitz, befindet sich der Bahnhof Dahlen an der Bahnstrecke Leipzig–Dresden. Bis 1972 verfügte Wermsdorf über einen Bahnhof an der Schmalspurbahn Mügeln–Neichen. Die in den 1990er Jahren verfolgten Pläne, die Strecke bis Wermsdorf wieder aufzubauen, konnten aus finanziellen Gründen nicht realisiert werden.
Mit der Abfahrt Mutzschen der Bundesautobahn 14 im Südwesten ist die Gemeinde durch die Staatsstraße 38 verbunden. Seit Mai 2013 wird diese ausgebaut und eine Umgehung des Ortes Wermsdorf errichtet, die 2015 fertiggestellt wurde. Im Norden des Gemeindegebietes verläuft die Bundesstraße 6 durch Luppa und Calbitz. In nordwestlicher Richtung führt die Staatsstraße 38 nach Oschatz, ebenfalls an der B 6. Des Weiteren verlaufen die Staatsstraßen 24, 41 und 42 durch das Gemeindegebiet.

### Katholische Pfarrkirche St. Hubertus

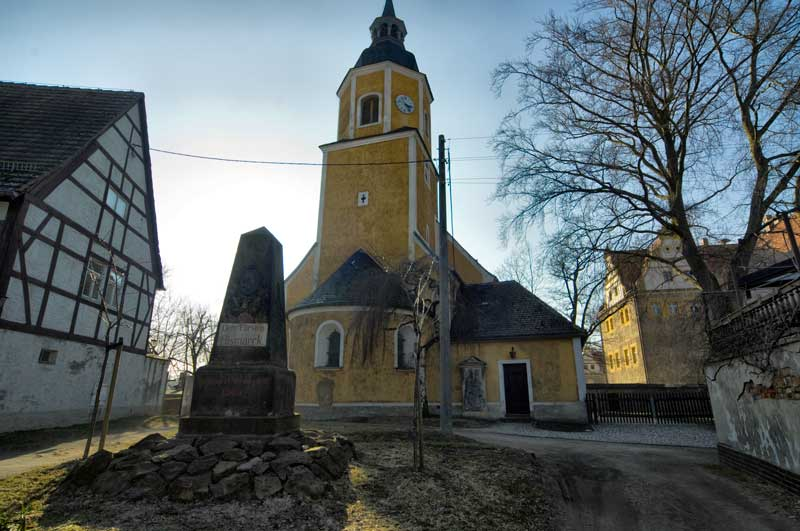
Wermsdorf – Ev.-luth. Kirche und Bismarckdenkmal am 2. März 2011

## Gesundheitswesen
Kliniken Hubertusburg
Nach der Plünderung der Hubertusburg im Siebenjährigen Krieg wurde die großräumige Schlossanlage immer mehr für staatliche Aufgaben genutzt. So als Landesgefängnis, Arbeitshaus für weibliche Sträflinge, Landeshospital, Landeskrankenhaus und als Erziehungsanstalt für geistig behinderte Kinder. Ab 1890 wurden die Vereinigten Landesanstalten in die Heil- und Pflegeanstalt für Geisteskranke umgewandelt. 1.800 Kranke wurden von 12 Ärzten betreut. Im Zweiten Weltkrieg wurde die Einrichtung als Reservelazarett und als Unteroffizierschule genutzt. 1945 richtete die amerikanische Besatzungsmacht ihre Kommandantur in den Räumen ein. Nach Abzug der Amerikaner wurde die Klinik als Krankenhaus genutzt, die ab 1973 als Kliniken Hubertusburg bezeichnet werden. Das Fachkrankenhaus Hubertusburg gGmbH ist eine Tochter der Leipziger St. Georg Unternehmensgruppe mit den Fachrichtungen Neurologie und Psychiatrie, bis 2020 wurde außerdem die Pädiatrie angeboten. 2010 wurde für 2,4 Millionen € eine neue Klinik für vierzig Drogenabhängige mit psychischen Erkrankungen eröffnet.

## Kirchen

### Evangelische Pfarrkirche Wermsdorf
Der ältere Teil der Kirche ist eine romanische Anlage mit halbkreisförmig überwölbter Apsis am rechtwinkligen Altarraum. Der gotische Umbau erfolgte vor dem großen Kirchenbrand 1557. Danach wurde das Kirchengebäude im Zeitgeist und den Verwüstungen des Zeitgeschehens entsprechend mehrfach um- und wieder aufgebaut. Während des Dreißigjährigen Krieges wurde die Pfarrkirche wiederholt geplündert und verwüstet. 1696 erhielt das Gotteshaus einen barocken Turm über dem Chor.

## Sehenswürdigkeiten

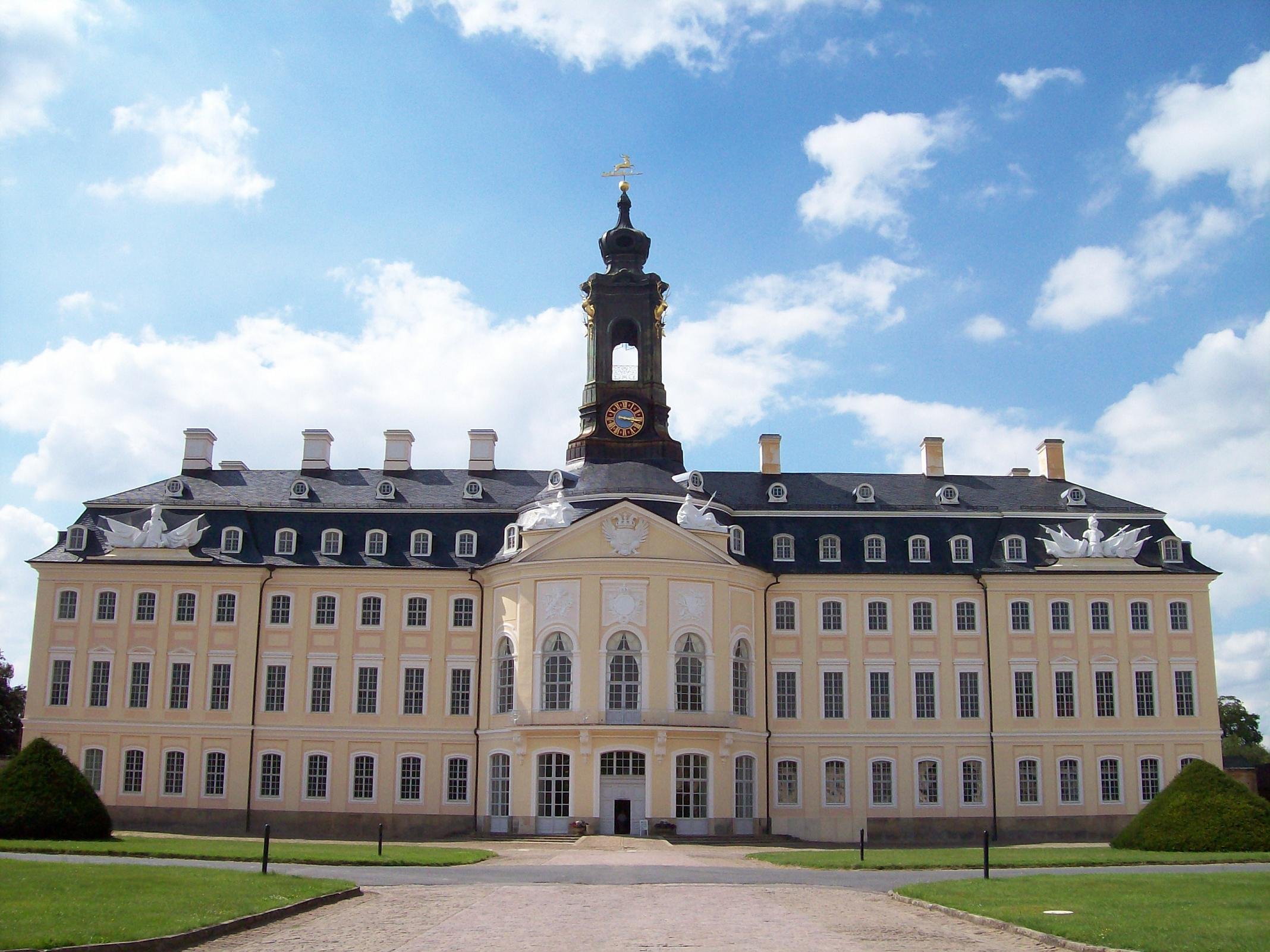
Schloss Hubertusburg

### Schloss Hubertusburg

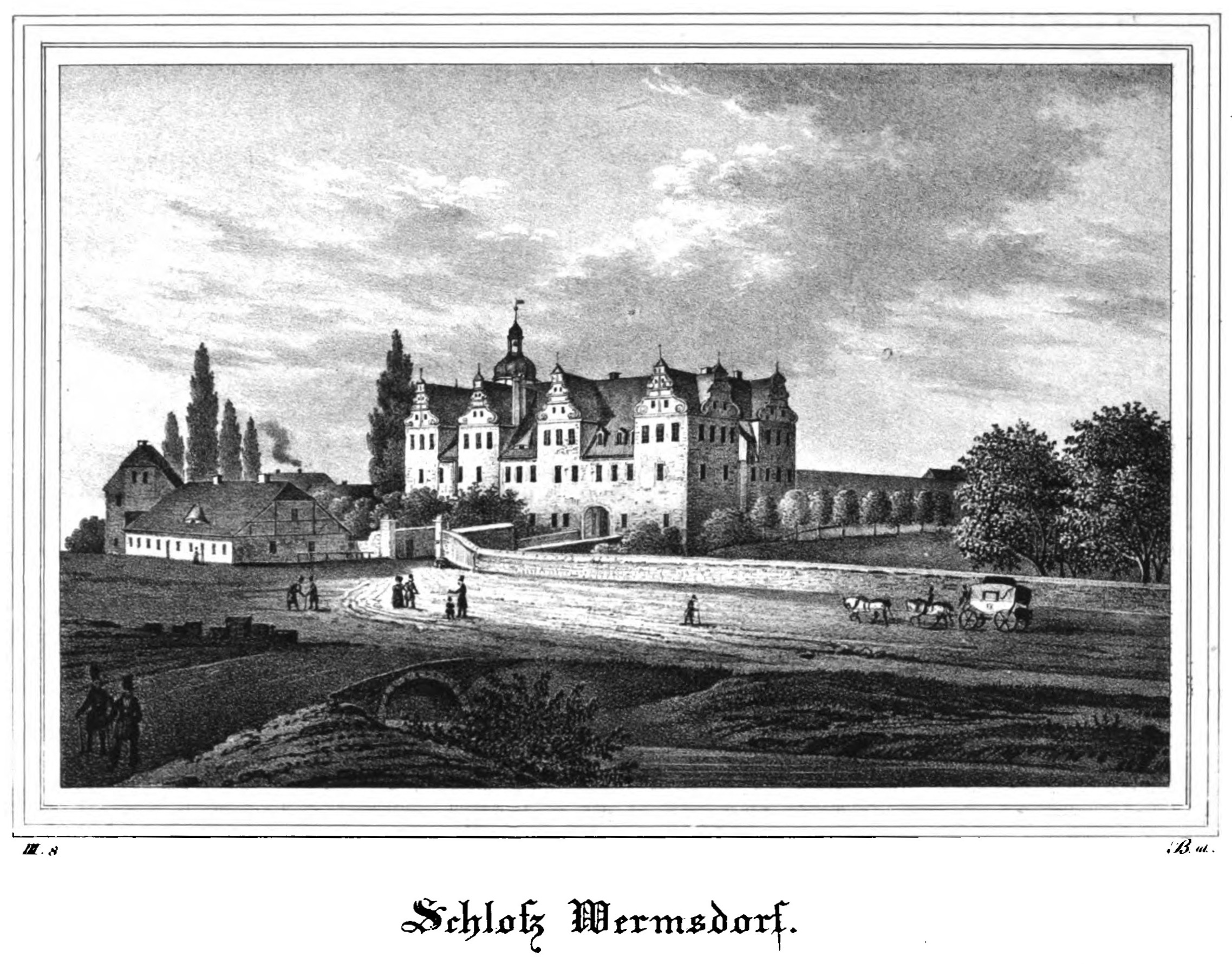
Altes Jagdschloss,
Lithographie von 1837

Friede von Hubertusburg
Der Friede von Hubertusburg wurde in Wermsdorf durch die drei bevollmächtigten Verhandlungsführer Österreichs, Preußens und Sachsens am 15. Februar 1763 abgeschlossen und später durch Maria Theresia für Österreich in Wien, durch Friedrich August II. für Sachsen in Warschau und durch Friedrich II. für Preußen in Dahlen im Schloss Dahlen ratifiziert.
Bernsteinzimmer
Der zwischen 1965 und 1987 in den Kliniken Hubertusburg angestellte Technische Leiter Manfred John hat sich aufgrund einer Reaktion von Paul Enke kurz vor dessen Tod im Dezember 1987 anregen lassen, gemeinsam mit der Diplom-Journalistin Gabi Liebegall in Wermsdorf nach dem dort angeblich versteckten Bernsteinzimmer und weiteren Kunstschätzen zu suchen. Beweise für den Verbleib des Bernsteinzimmers hat John, außer dem damals kurzzeitig geäußerten Interesse von Enke keine. Seine in seiner Publikation Gebunkerte Geheimnisse des Tauchaer Verlages 2010 aufgestellte Theorie, dass der von russischen Funkern in Ostpreußen abgehörte deutsche Funkspruch: „Einlagerung in B.Sch.“ könne nur das Barockschloss Wermsdorf sein, ist schon rein vom örtlichen Bezug her reiner Wunschglaube. Es ist längst bekannt, dass die mit der Hand mitgeschriebenen Funksprüche durch russische Nachrichtendienste zur Auswertung mit Schreibmaschine abgeschrieben wurden und so aus dem russischen Ш (dem russischen Scha) durch späteres Abkopieren entfallenen unteren Verbindungstriche das Zeichen wie III erscheinen ließ und mit „B.Sch“ der Königsberger Bunker Steindamm gemeint ist (siehe hierzu Steindammer Kirche). Der von John weiter behauptete Abtransport des Bernsteinzimmers konnte nie aus Königsberg (Preußen) geschehen sein, weil Königsberg bereits am 28. Januar 1945 zur geschlossenen Festung erklärt worden war und Zeugen die Bernsteinzimmer-Kisten noch im April 1945 auf dem Schlosshof haben stehen sehen. Mit Hilfe seiner Überzeugungskraft wurde die Untersuchung verschütteter historischer Gewölbe des Schlosses Hubertusburg zum Teil mit sächsischen Landesmitteln finanziert und erbrachte weitere wertvolle Erkenntnisse zur Baugeschichte der Hubertusburg. Die Medien und der Mitteldeutsche Rundfunk berichteten ausführlich über die erfolglose Suche von John und Liebegall und machten diese und Wermsdorf überregional bekannt.

### Altes Jagdschloss

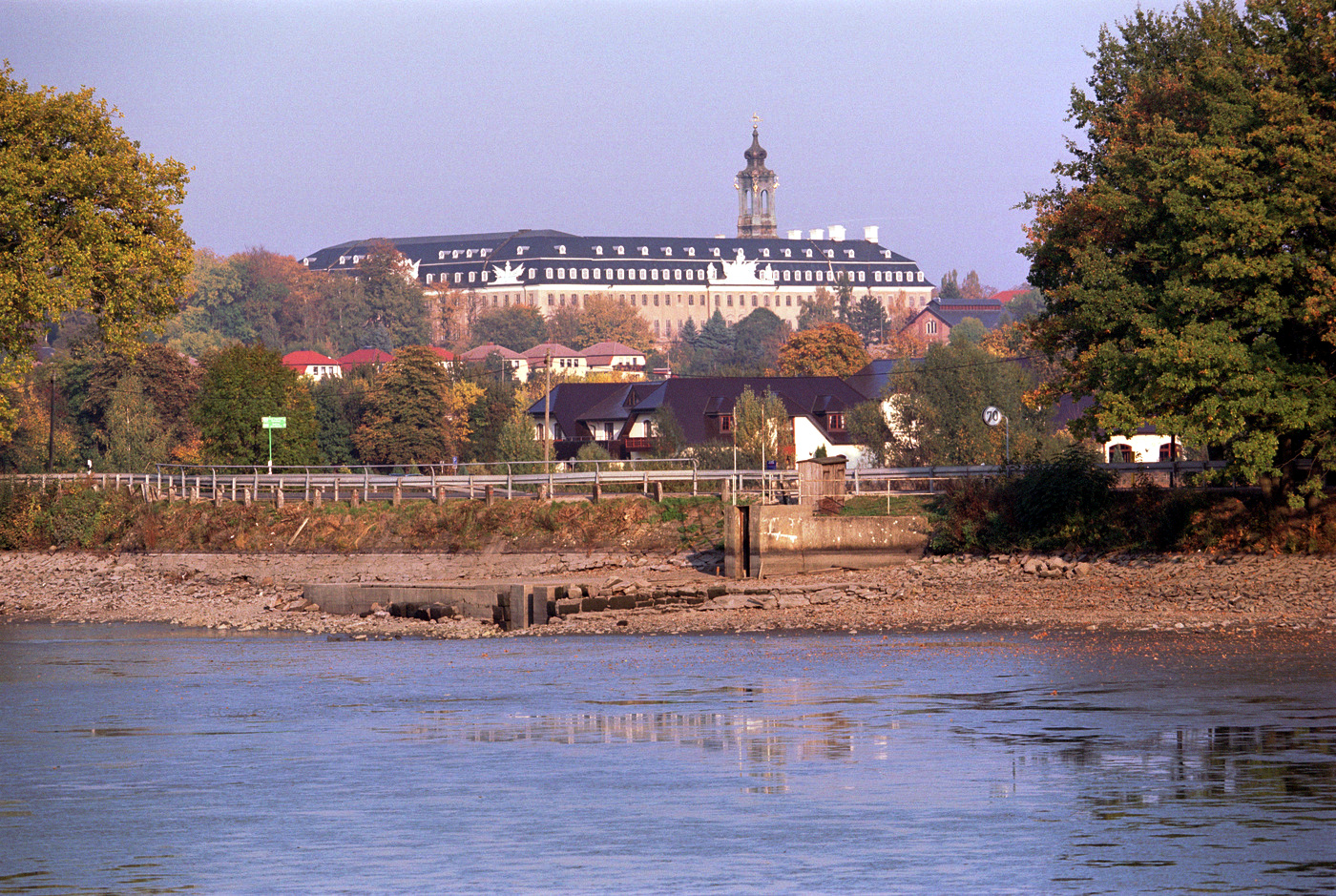
Blick über den abgelassenen Horstsee auf Schloss Hubertusburg

### Teichanlagen
Die aus der Ortslage Liptiz kommende Döllnitz, ein Gewässer II. Ordnung, speist in die südlich in Richtung Mutzschen liegende Vorsperre Döllnitzsee ein, welche das Wasser in die eigentliche Talsperre Döllnitzsee überleitet. Als Ableiter der Talsperre Döllnitzsee dient, die nun zum Gewässer 1. Ordnung aufgestiegene Döllnitz in Richtung Mügeln. Im Norden leitet weiterhin die Saubach aus Wermsdorf, ein Gewässer 2. Ordnung in die Talsperre Horstsee ein. Beide Anlagen sind über den Polder Reckwitz miteinander verbunden. Über die Anlage sind Straßendämme errichtet, über welche die Staatsstraße S38 die Orte Mutzschen und Wermsdorf verbindet. Die in Sachsen aufgetretenen Jahrhunderthochwasser der letzten Jahre haben die Landestalsperrenverwaltung dazu angeregt, auch die Wermsdorfer Fischteiche stärker in die Regulierung der auftretenden Oberflächen- und Abwasserspitzen einzubeziehen. So wurde für die Döllnitz 0,50 Millionen m³ zusätzlichem Hochwasserrückhalteraums geschaffen. Die über drei Jahre laufenden Baumaßnahmen sollen 2012 abgeschlossen sein. Die heute stolz als Horstsee oder Döllnitzsee bezeichneten Fischteiche, wurden seit ihrer Ersterwähnung in einer Urkunde des Amtes Grimma im Jahre 1502 ursprünglich als Mutzschener Teiche in den Teichbüchern bezeichnet. 1533 fanden die Teiche in einem Lehnsbrief Erwähnung und waren 1577 Teil des Verkaufs der Starschedelschen Güter. 1787 verpachtete der sächsische Kurfürst die Mutzschener Teiche für jeweils zwölf Jahre an private Pächter, mit der Folge, dass die Teichwirtschaft nicht mehr mit der notwendigen Sachkenntnis betrieben wurde. So wurde 1860 beschlossen, in den darauffolgenden fünfzehn Jahren die Teiche trockenzulegen, was auch geschah. Diese großflächig durchgeführten Trockenlegungen von dreizehn Teichen, so des Kuhteiches oberhalb des Häuschenteiches und des Göttwitzsees, wurden durch die dringend benötigte Fischfleischproduktion in der DDR wieder rückgängig gemacht. So konnte 1959 der Göttwitzsee wieder geflutet werden. Heute sind die Teiche wirtschaftliche und naturnah bewirtschaftete Anlagen der Wermsdorfer Fisch GmbH und beliebtes Ziel von Touristen und Ausflüglern. Nach der Wende entstanden an den Ufern des Horst- und Döllnitzsee Hotels und gastronomische Einrichtungen.

## Ausstellungen

### Karl Hans Janke
Im Gebäude 21 der Hubertusburg befindet sich eine Ausstellung über den Konstrukteur und Künstler Karl Hans Janke. Durch den Verein Rosengarten e. V. Wermsdorf wird das Lebenswerk Jankes in Form von 4.000 Zeichnungen und Briefe aufgearbeitet und teilweise ausgestellt. Janke war Autist und litt an chronisch paranoider Schizophrenie. Er lebte bis zu seinem Tod in den Kliniken Hubertusburg.

### Schlossmuseum Hubertusburg
Der Verein für berufliche Fortbildung von Frauen e. V. betreibt im Hauptschloss der Hubertusburg eine Ausstellung über die Bauphasen des Schlosses und seiner Geschichte. Im Gebäude 21 gibt es aus der DDR-Zeit stammende originale Gedenkbüsten von August Bebel und Wilhelm Liebknecht zu sehen, die nach der Verurteilung beim Leipziger Hochverratsprozess von 1872 bis 1874 im Schloss Hubertusburg ihre „Festungs“-Haft absaßen. Bebel gefiel es in Wermsdorf, er erholte sich, bildete sich fort und sprach später sogar von seiner „Haftuniversität“.

## Vereine
Heimatverein Wermsdorf
Der 1990 gegründete Heimatverein ist aktives Mitglied des Vereinslebens der Gemeinde. Neben regelmäßigen Vereinsveranstaltungen in Form von Vorträgen zur Regionalgeschichte publiziert der Verein regelmäßig an seine Mitglieder Vereinsnachrichten und betreibt umfangreiche Internetseiten.
Freundeskreis „Schloss Hubertusburg“ e. V.
Der seit 2001 aktive Verein dient der Förderung der Sanierung, Erhaltung und Wiederbelebung des Jagdschlosses Hubertusburg. Dazu führt der Verein seit 2006 die Hubertusburger Friedensgespräche durch, welche den Hubertusburger Jugendfriedenspreis verleihen. Für diese Arbeit erhielt der Verein die Auszeichnung „Ausgewählter Ort 2010“ aufgrund der Initiative des Bundespräsidenten „Deutschland – Land der Ideen“. Der Verein organisiert öffentliche Konzerte im Großen Saal der Hubertusburg und organisiert neben einem regen Vereinsleben auch aktiv die Wermsdorfer Schlössernacht mit.
Turnverein Wermsdorf
Der Turnverein schaut auf eine Tradition bis ins Jahr 1880 zurück. 1881 wurde der Turnverein „Eichenkranz“ gegründet. 1927 baute der „Allgemeine Turnverein Wermsdorf Hubertusburg“ seine eigene Turnhalle. Der Verein betreibt heute die Sportarten Aerobic, Akrobatik, Taekwon-Do, Tai Chi, Turnen und Volleyball.
Wermsdorfer Blasmusikanten
Der Wermsdorfer Blasmusikantenverein wurde im September 1964 als musikalische Abteilung der Freiwilligen Feuerwehr gegründet. Am 22. August 1995 erfolgt die Gründung nach bundesdeutschen Vereinsrecht als eingetragener Verein (e. V.). Zweck des Vereins ist die Förderung und Verbreitung von Blasmusik sowie die Ausbildung von musikalischem Nachwuchs. Zwölf Musiker gehören der Kapelle an.
FSV Blau-Weiß Wermsdorf
Dieser Verein entsprang 1928 aus dem Turn- und Sportverein „Eichenkranz“. Am 13. August 1990 wurde der Verein als (e. V.) gegründet. Der Verein konnte in seiner Geschichte zahlreiche Kreismeisterschaften für sich entscheiden und viele Pokale nach Wermsdorf holen. Ein Spiel des Vereins gegen den SG Schmannewitz im Jahr 2003 war Auslöser jahrelanger Prozesse um den Bürgermeister Bernd Dieter Lehmann.

## Regelmäßige Veranstaltungen
Horstseefischen
Im Oktober jeden Jahres wird durch die amtierende Sächsische und Wermsdorfer Fischkönigin das alljährliche Abfischen des Horstsees feierlich eröffnet. 100.000 Besucher besuchen an diesem Oktoberwochenende die Mischung aus Jahrmarkt, Rummel und Fischhandel in allen Variationen. Die Tradition stammt aus 1670, als der Oberlandfischmeister und andere Vertreter des sächsischen Hofes regelmäßig an den Abfischungen teilnahmen. Zum Horstseefischen wurde 1997 das erste Mal eine Wermsdorfer Fischkönigin gewählt. Der Sächsische Landesfischereiverband Dresden e. V. unterstützte diese Wahl. Seit dem Jahr 2002 trägt die Königin eine Wanderkrone aus reinem Gold, welcher ein Dresdner Goldschmied angefertigt hat.
Schlössernacht
Die seit 2008 von regionalen Vereinen, Schulen und der Gemeinde veranstaltete Schlössernacht erfreut sich überregionaler Beliebtheit. So finden an vielen Orten der Gemeinde gleichzeitig Veranstaltungen statt, die Schlösser und Ausstellungen sind den Besuchern geöffnet und am Alten Jagdschloss kümmern sich die Veranstalter und Helfer in historischen Kostümen um das leibliche Wohl der Besucher.
Wermsdorfer Traditions-Schleppjagd
Der Reit- und Fahrverein lädt einmal im Jahr am 1. September des Jahres zur Traditions-Schleppjagd ein. Bei der einer Parforcejagd nachgestellten Schleppjagd wird durch einen Vorreiter mit Anisöl der Beagle-Meute eine Fährte gelegt.

## Denkmäler
Zeppelinstein
Der Stein erinnert an die Fahrt des Starrluftschiffes LZ 17 „Sachsen“ vom 12. Juli 1914.
Arnimstein
Zinkernageldenkmal
König-Albert-Denkmal

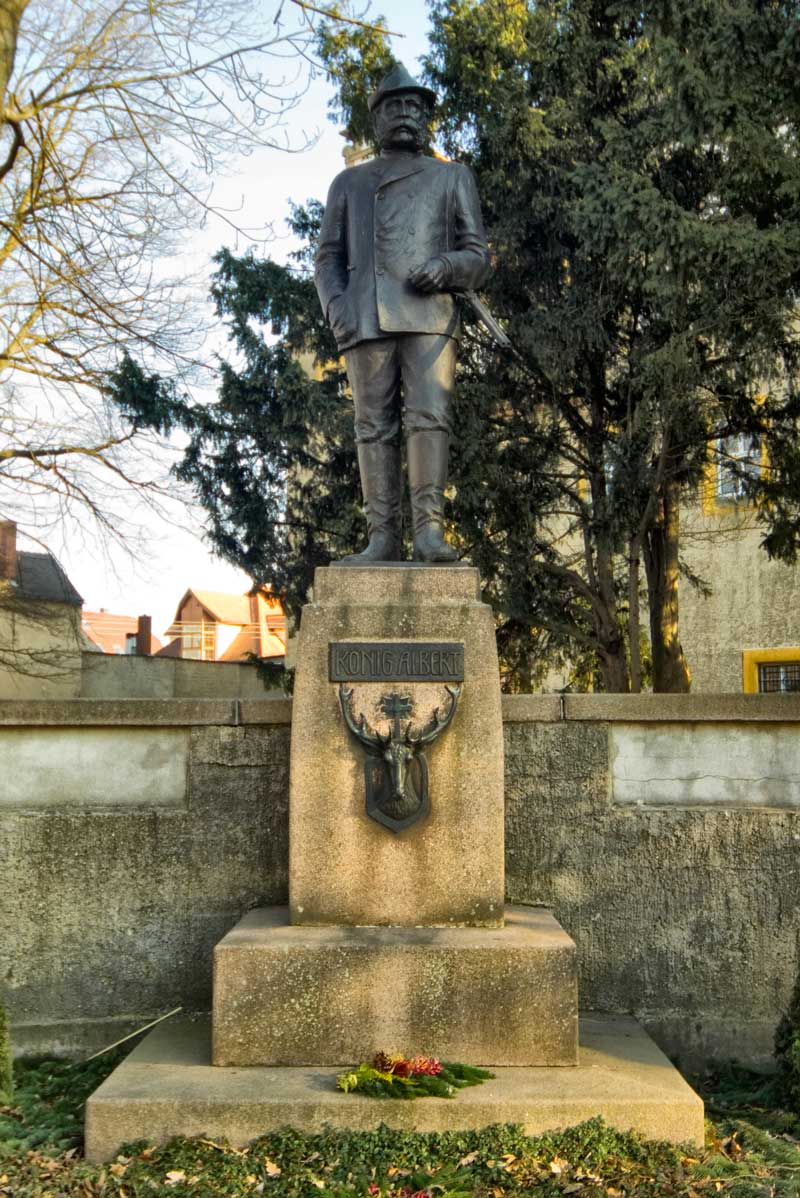
Wermsdorf – König-Albert-Denkmal, 2011

Die Wermsdorfer Sehnsucht nach dem Glanz der früheren Hofjagden manifestiert sich in einer bronzenen Referenz an den sächsischen König Albert. Im Mai 1907 stellt der Sächsische Militärverein Wermsdorf durch seinen Vorsitzenden, den Oberpfleger Gustav Wagner an die Gemeinde den Antrag mit Spendengeldern ein Denkmal für König Albert zu errichten. Kaiser Wilhelm II. stiftet dem Militärverein dazu ein bronzenes Geschützrohr. Der Entwurf zum Denkmal mag von Georg Bernkopf stammen, der zum Zeitpunkt der Enthüllung des Denkmals gerade 16 Jahre alt war; das Standbild schuf der Bildhauer Martin Wolff. Nur ein Jahr später, am 21. Juni 1908 konnte das Denkmal des Königs Albert als Waidmann in Lodenjoppe, Jägerhut und Doppelflinte in Anwesenheit von König Friedrich August III. enthüllt werden.
KZ-Todesmarsch-Gedenkstein
Am Alten Jagdschloss befindet sich ein als Sarg ausgebildeter Gedenkstein, welcher an zehn unbekannte KZ-Häftlinge erinnern soll, die auf einem Todesmarsch im Frühjahr 1945 vom Stalag VIII C in Sagan (heute Żagań in Polen) starben und auf dem Anstaltsfriedhof begraben wurden.

### Naturschutz
- Siehe auch: Liste der Naturdenkmale in Wermsdorf

## Persönlichkeiten
| Name                                    | Lebensdaten | Beziehung zu Wermsdorf                                                                           |
| --------------------------------------- | ----------- | ------------------------------------------------------------------------------------------------ |
| Dominic Baumann                         | * 1995      | Fußballspieler, in Wermsdorf geboren                                                             |
| Johannes Blanckmeister                  | 1898–1982   | wurde 1931 Forstmeister in Wermsdorf                                                             |
| Johann Christian Buxbaum                | 1693–1730   | Botaniker, in Wermsdorf gestorben                                                                |
| Emil Cuno                               | 1805–1859   | Jurist und Politiker, in Wermsdorf gestorben                                                     |
| Harald Czudaj                           | * 1963      | Bobfahrer (Olympiasieger), in Wermsdorf geboren                                                  |
| Andreas Döhler                          | * 1974      | Schauspieler, in Wermsdorf geboren                                                               |
| Karl Hans Janke                         | 1909–1988   | Ingenieur, Künstler und Erfinder, in Wermsdorf gestorben                                         |
| Anton Egon von Fürstenberg-Heiligenberg | 1656–1716   | Reichsfürst und Statthalter des Kurfürstentums Sachsen, in Wermsdorf gestorben                   |
| Christian Hauschild                     | 1693–1759   | wurde 1725 Pfarrer in Wermsdorf                                                                  |
| Horst Heidrich                          | 1920–1992   | Generalforstmeister und Forstlehrer, war 1949 bis 1951 Revierförster in Wermsdorf                |
| Lilo C. Karsten                         | * 1956      | Künstlerin (Malerei, Grafik, Fotografie), in Wermsdorf geboren                                   |
| Max Krell                               | 1887–1962   | Autor, Pseudonym Georg Even, in Wermsdorf geboren                                                |
| Heinrich Matthes                        | 1902–1978   | Mitglied des SS-Sonderkommandos im Vernichtungslager Treblinka, in Wermsdorf geboren             |
| Moritz Meurer                           | 1806–1877   | Theologe und Kirchenhistoriker, verlebte ab 1811 seine Kinderjahre in Wermsdorf                  |
| Bogdan Musiol                           | * 1957      | Bobfahrer, begann seine Sportkarriere als Leichtathlet in Wermsdorf                              |
| Paul Näcke                              | 1851–1913   | Psychiater und Kriminologe, 1889–1912 Anstaltsarzt in der Heil- und Pflegeanstalt Hubertusburg   |
| Carl Wilhelm von Oppel                  | 1767–1833   | Beamter, Mitglied des Landtages, Direktor der Steingutfabriken Hubertusburg                      |
| Hermann Scheipers                       | 1913–2016   | 1937–1940 Kaplan in Hubertusburg                                                                 |
| Jens Sembdner                           | * 1967      | Musiker (Die Prinzen), Gesang (Bass), Instrument: Keyboard, in Wermsdorf geboren                 |
| Heinrich Ernst Stötzner                 | 1832–1910   | Pädagoge, hatte 1851–1855 seine erste Stelle in der Anstalt Hubertusburg                         |
| Wolfgang Süß                            | * 1940      | Pharmazeut, Politiker (CDU), ab 1969 Chefapotheker an den Kliniken Hubertusburg                  |
| Clemens Wenzeslaus von Sachsen          | 1739–1812   | Erzbischof von Trier, Fürstbischof von Augsburg, Fürstpropst von Ellwangen, in Wermsdorf geboren |
| Sabine Wachs                            | * 1960      | Porzellangestalterin, in Wermsdorf geboren                                                       |
| Ludwig von Zehmen                       | 1812–1892   | konservativer Politiker, Präsident der I. Kammer des Sächsischen Landtags, in Wermsdorf geboren  |
| Johann Georg Friedlieb Zöllner          | 1750–1826   | Orgelbauer, hatte eine Orgelbaufirma in Wermsdorf                                                |

Ehrenbürger
- Prälat Hermann Scheipers (* 24. Juli 1913 in Ochtrup; † 2. Juni 2016 ebenda), katholischer Geistlicher und KZ-Überlebender, war von 1937 bis zur Verhaftung 1940 Kaplan in Hubertusburg

## Sage
Die Wehklage der Wenden
1798 geriet ein Knecht in den sumpfigen Rohrteich, sank darin ein und schrie drei Tage und Nächte lang um Hilfe. Die Wermsdorfer hörten zwar seine Rufe, halfen ihm aber nicht, da sie das Geschrei für die Stimme der alten wendischen Wehklage hielten, die, wie es den abergläubischen Menschen bekannt war, jedermann vor dieser Gegend warne.